# HEC Paris
La Escuela de Estudios Superiores de Comercio de París (HEC París, en francés: École des hautes études commerciales de Paris - HEC Paris), fundada en París (Francia) en 1881, es una de las principales escuelas de administración de empresas del mundo. En 1964 se mudó a su campus actual, en la localidad de Jouy-en-Josas, a las afueras de París. La escuela también tiene otro campus en Doha, HEC Paris in Qatar.
HEC es gerenciada y financiada por la Cámara de Comercio e Industria de París (CCIP) y es considerada una de las más prestigiosas instituciones de estudios terciarios de Francia y de Europa. La escuela ha obtenido la triple acreditación internacional de EQUIS, AACSB y AMBA.
La escuela tiene su propia fundación. Su asociación de antiguos alumnos, HEC Alumni, es una de las redes sociales más antiguas del mundo.

## Histórico

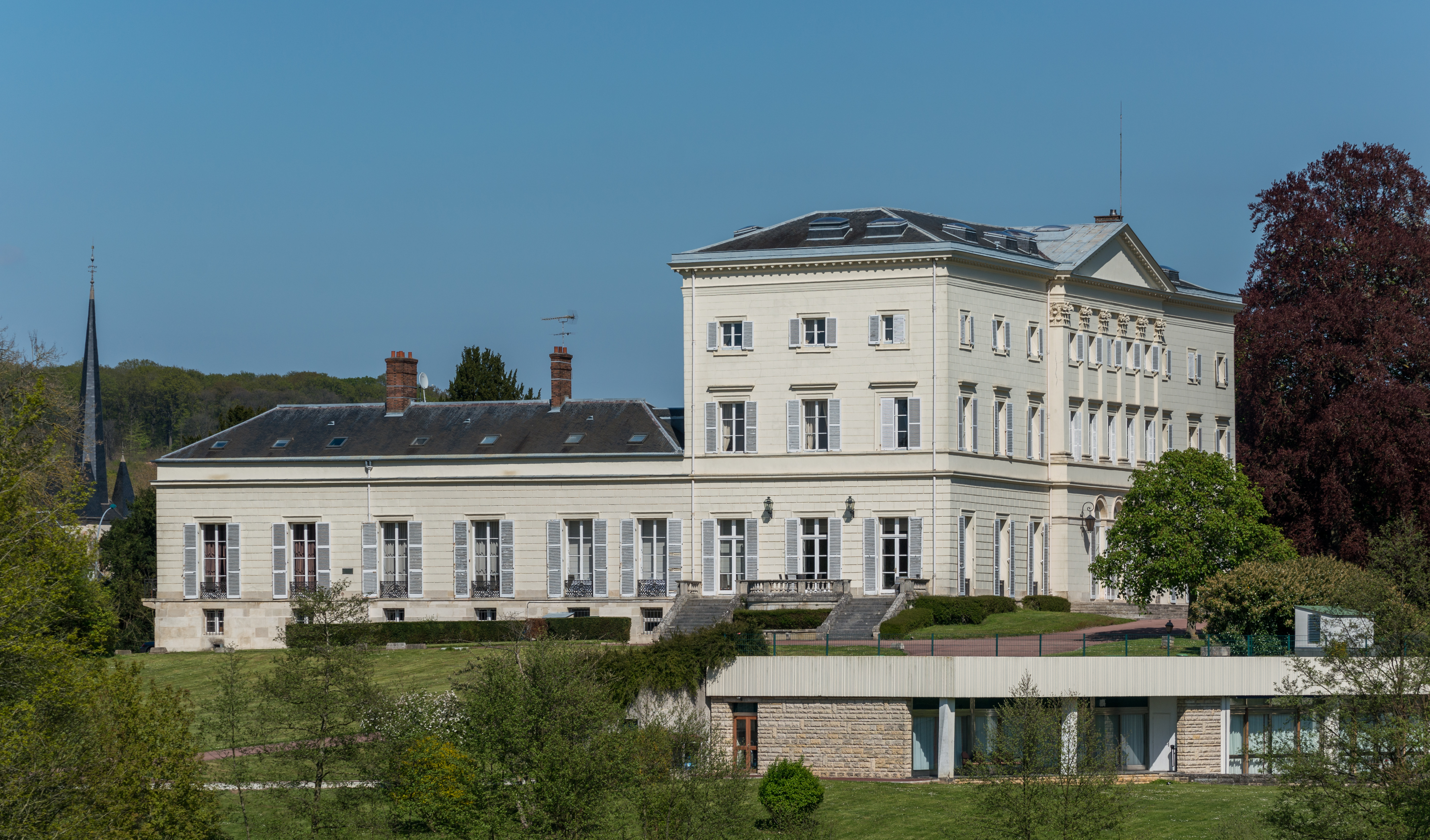
El castillo HEC de Jouy-en-Josas, dedicado a la educación ejecutiva

Fundada en 1881 por Gustave Emmanuel Roy, presidente de la Cámara de Comercio de París (CCIP), con 57 estudiantes en su primera promoción, la École des hautes études commerciales de Paris (HEC) pretendía ser en los campos de la gestión y el comercio lo que la École centrale Paris era en el campo de la ingeniería.
En 1921, la escuela introdujo el método basado en casos de la Escuela de Negocios Harvard, pero la mayoría de las clases siguieron siendo teóricas. En 1938, el programa de la HEC se alargó a 3 años.
Debido a la demanda de las corporaciones francesas de una educación en gestión al estilo norteamericano, a finales de la década de 1950, se generalizó el método basado en casos y se creó una clase preparatoria de un año para preparar el examen de ingreso, que se había vuelto más difícil. Como resultado, solo el 9% de los estudiantes de la HEC habían asistido a la universidad en 1959, mientras que en 1929 lo habían hecho el 47%.
En 1964, el presidente francés Charles de Gaulle inauguró un nuevo campus arbolado de 250 acres (1,0 km²) en Jouy-en-Josas. En 1967, la HEC lanzó sus programas de educación ejecutiva. Las mujeres han sido aceptadas en la HEC desde 1973. Solo 27 mujeres fueron aceptadas ese año y la HEC jeunes filles (HECJF), otra escuela dedicada a las mujeres, fue cerrada. Sus exalumnas son consideradas oficialmente graduadas de la HEC, e incluyen a Édith Cresson, la primera mujer primera ministra de Francia.
El curso de doctorado se estableció en 1975, pero hasta 1985 los estudiantes de doctorado tenían que completar su tesis en la universidad. En 1985 la HEC obtuvo el derecho a otorgar el título de doctor, antes que la ESSEC (2010) y la ESCP (2012).
La escuela ha desarrollado cátedras financiadas por empresas (Deloitte, EDF, Toshiba, etc.) para multiplicar los vínculos entre la HEC y las empresas. La Fundación HEC, creada en 1972, tiene como objetivo específico desarrollar estos vínculos y la financiación de la escuela por parte de las empresas.
Los vínculos con las empresas se reforzaron en los años 90 y esto dio lugar a una mayor especialización, con la creación de cursos de finanzas y emprendimiento en 1986. Como consecuencia del Big Bang financiero y la explosión de la City, cada vez más graduados se fueron a trabajar a Inglaterra y, en general, al extranjero. En 2006, un tercio encontró su primer empleo en el extranjero. En 2015, la escuela adoptó un nuevo estatuto jurídico para permitir que los inversores privados se unan al consejo de administración.
En 1988, la HEC fundó la red CEMS con Esade, la Universidad Bocconi y la Universidad de Colonia.
El 1 de julio de 2008, la HEC París se unió a ParisTech y luego a la Universidad Paris-Saclay como miembro fundador. El campus universitario de Jouy-en-Josas, en el departamento de Yvelines, está situado en la parte norte del polo tecnológico de París-Saclay, que agrupa una cuarta parte de la investigación pública francesa. HEC París forma parte de la red de escuelas superiores de comercio (ESC) de la región París Île-de-France, junto con ESSEC y ESCP Business School.
En 2016, la escuela adoptó un nuevo estatuto jurídico y se convirtió en una asociación público-privada (École consulaire o EESC), financiada en gran parte por la Cámara de Comercio pública de París.
En 2017, HEC lanzó una cartera de nuevos programas de doble titulación denominados M2M con la Escuela de Administración de Yale, la Universidad de Ciencia y Tecnología de Hong Kong y la Fundación Getulio Vargas.
Ese mismo año, en marzo, la escuela lanzó el programa de Executive Master in innovation & entrepreneurship en colaboración con Coursera.
El 15 de septiembre de 2020, la escuela cofundó con el Instituto Politécnico de París el centro de investigación de inteligencia artificial Hi! PARIS.
En octubre de 2023, la escuela anunció la creación de un Bachelor of Arts en Datos, Sociedad y Organizaciones en colaboración con la Universidad Bocconi de Milán.

## Reputación y Rango o clasificación
Desde 2019, HEC París ha sido clasificada cada año como la mejor escuela de negocios europea por el Financial Times. Su programa Master in Strategic Management ocupa el primer lugar en el ranking QS. Su maestría en finanzas se clasifica regularmente en los dos primeros lugares. Su máster en Marketing también ocupa el primer puesto a nivel mundial.

## Programas
Los títulos de grado en administración de empresas en Francia se organizan en tres niveles que facilitan la movilidad internacional: la licenciatura, el máster y el doctorado. El grado exige la obtención de 180 créditos ECTS (bachillerato + 3); el máster, 120 créditos ECTS adicionales (bachillerato + 5). HEC París ofrece un título de grado desde octubre de 2023; su codiciado PGE (Programme Grande École) finaliza con la obtención del título de máster en Gestión (MiM). Además del PGE, los estudiantes de HEC pueden obtener otros títulos de máster, como el MBA (bachillerato + 5) o el doctorado (bachillerato + 8).

### Bachelor in Data, Society and Organisations
Anunciada en octubre de 2023, la escuela ofrece una Licenciatura en Artes en asociación con la Universidad Bocconi de Milán. Centrado en Datos, Sociedad y Organizaciones, combina ciencias de datos y ciencias sociales. Los estudiantes pasan los tres primeros semestres en Italia y los tres últimos en Francia en el campus de Jouy-en-Josas.

### El programa «Grande école»
Los cursos de la grande école HEC París permiten obtener el Master of Science (MSc) in Management, considerado el segundo mejor máster en administración y dirección de empresas del mundo por  Financial Times. El MBA de HEC París, por su parte, es considerado como el mejor de Europa y el tercero mejor del mundo por The Economist.
- Concurso de acceso. Los estudiantes del programa grande école de HEC París son seleccionados mediante un concurso, considerado uno de los más selectivos del sistema educativo francés. Las posibilidades de acceso son:
  - Admisión en el primer curso: tras tres años de clases preparatorias se ofrecen 380 plazas para alrededor de 4000 candidatos. No se propone ninguna lista complementaria[27] (así que si un candidato rechaza la plaza obtenida, esa plaza queda vacía y no se ofrece a los siguientes clasificados del concurso).
  - Admisión en segundo curso: el concurso de admisión directa ofrece 50 plazas para unos 1100 candidatos. Pueden participar los mejores estudiantes de las universidades francesas, titulares de una licenciatura.[28]
  - Admisiones internacionales: Los candidatos con una titulación universitaria no francesa pueden acceder a HEC si son seleccionados por el Servicio de Admisiones Internacionales.[29] Además, los estudiantes de algunas instituciones líderes europeas, como la española ESADE, la suiza Universidad de San Galo o la italiana Universidad Bocconi, pueden ser admitidos directamente al último año del programa grande école, en virtud del acuerdo de Doble Diploma entre las universidades[30]

HEC París ha producido más consejeros delegados que cualquier otra escuela de negocios o universidad europea, e incluso se encuentra por delante de todas las escuelas de negocios y universidades de Estados Unidos con la única excepción de la Universidad de Harvard.

### MSc in International Finance (MIF)
El máster en Finanzas Internacionales ocupa el primer puesto a nivel mundial en programas de preexperiencia (según el ranking FT de 2022). El primer semestre está dedicado a cursos básicos y avanzados, mientras que el segundo semestre permite a los estudiantes elegir entre una concentración de asignaturas optativas, así como una amplia variedad de asignaturas optativas libres.
El programa ofrece una variedad de talleres y eventos con bancos y empresas multinacionales, incluido un viaje de estudios a Londres, diseñado para aumentar las oportunidades laborales y de networking.
Los estudiantes pueden elegir entre (1) la carrera de Negocios: diseñada para estudiantes con experiencia en negocios, finanzas o contabilidad; o (2) la carrera Acelerada: diseñada para estudiantes con experiencia en un campo cuantitativo como matemáticas, ingeniería, física y econometría.
Los estudiantes de la carrera de Negocios y de la carrera Acelerada tienen acceso al mismo grupo de asignaturas optativas en el semestre de primavera y tienen las mismas oportunidades profesionales al final del programa. En particular, ambos tienen acceso a una especialización en Finanzas Corporativas o una especialización en Mercados de Capital (semestre de primavera).
Según su elección, los estudiantes tendrán acceso a una gama específica de cursos básicos y electivos. Mientras que el primer semestre está dedicado a cursos básicos y avanzados, el segundo semestre permite a los estudiantes elegir entre una concentración de cursos electivos, así como una amplia variedad de cursos electivos libres.

### 12-24 months MSc / MS Programas
- MSc Consulting and Coaching for Change (con la Universidad de Oxford)
- MSc Innovation and Entrepreneurship (entregado a través de Coursera)
- MSc International Finance
- MS/LL.M International Law and Management
- MSc Managerial and Financial Economics
- MSc/MS Marketing
- MSc/MS Media Art and Creation
- MSc Strategic Management
- MSc Sustainability and Social Innovation
- MSc X-HEC Data Science for Business (con École polytechnique)
- MSc X-HEC Entrepreneurs (con École polytechnique)

### Master of Business Administration (MBA)
El programa de MBA, creado en 1969, tiene dos convocatorias: septiembre y enero. El MBA de HEC consta de un plan de estudios de 16 meses de duración, con 8 meses de cursos básicos y 8 meses de un programa personalizado, que incluye varias opciones de especialización, programas de intercambio y proyectos de trabajo de campo. Una clase típica está compuesta por unos 250 estudiantes, el 90% de los cuales son estudiantes internacionales, con más de 52 nacionalidades representadas en la clase de graduados de 2017. El proceso de selección busca un equilibrio entre el rendimiento académico, la experiencia profesional, la exposición internacional y la motivación personal. El conocimiento del francés no es un requisito de entrada, pero se recomienda encarecidamente que los participantes tengan un conocimiento básico de francés al comienzo del programa de MBA, mientras que se ofrecen cursos de idiomas obligatorios (durante los dos primeros semestres básicos) y opcionales a lo largo del programa. Se ofrecen programas de intercambio y de doble titulación con alrededor de 40 escuelas de negocios internacionales asociadas, entre las que se incluyen la Singapore Management University, HKUST, London Business School, Columbia Business School, Wharton y Yale.

### Educación ejecutiva

#### Executive MSc in Innovation and Entrepreneurship
El Executive Master Innovation & Entrepreneurship es un programa desarrollado por HEC Paris en asociación con Coursera. El programa es 100 % en línea, y tiene como objetivo formar ejecutivos especializados en estas dos áreas en 18 meses. El curso se inauguró en marzo de 2017.

#### Executive MBA
El Executive MBA de HEC, que hasta 2002 se denominaba Centre de perfectionnement aux affaires, es un programa para ejecutivos de alto nivel con un mínimo de 8 años de experiencia corporativa, que los prepara para puestos de gestión general (la experiencia media de los estudiantes es de unos 14 años). El Executive MBA es un programa multisede que se ofrece en París (Francia), Pekín (China), San Petersburgo (Rusia) y Doha (Catar). Los cursos se dividen entre teoría, estudios de casos, proyectos estratégicos, formación en liderazgo, campus comunitario de la UE e intercambios en el extranjero en Estados Unidos y Asia. Las universidades asociadas al programa son NYU, UCLA, Babson College en Estados Unidos, Tsinghua University en China y Nihon University en Japón. Se beneficia de la triple acreditación AACSB, AMBA y EQUIS.

#### TRIUM Global Executive MBA
HEC también ofrece el programa TRIUM Global Executive MBA en colaboración con la Escuela de Negocios Stern de la Universidad de Nueva York y la Escuela de Economía de Londres. Está dividido en seis módulos que se imparten en cinco sedes empresariales internacionales durante 16 meses.

### Programa de doctorado
El programa de doctorado en gestión de HEC París ofrece formación para carreras en investigación y en el mundo académico. Ofrece 7 especializaciones y suele tardar entre 4 y 5 años en completarse. Las especializaciones que se ofrecen son Contabilidad y control de gestión, Economía y ciencias de la decisión, Finanzas, Sistemas de información y gestión de operaciones, Gestión y recursos humanos, Marketing y Estrategia y política empresarial. A diciembre de 2020, hay 59 estudiantes en el programa, que representan a 18 nacionalidades. Más del 90% de los estudiantes se incorporan a una carrera académica al finalizar. Todos los estudiantes de doctorado reciben una exención total de la matrícula, una beca de cinco años para cubrir el coste de la vida y financiación para la investigación.

## Massive Open Online Courses
HEC Paris también participa en la nueva ola de aprendizaje a distancia, creando sus propios cursos de formación en línea a través de MOOC.
Actualmente, hay varios MOOC disponibles, entre ellos: "Become a changemaker, build a career with purpose and impact" y "Creating and Developing a Tech Startup".
Accesibles a través de Coursera, se pueden combinar para obtener un Certificado en innovación, emprendimiento, liderazgo o gestión.

## Actividades de investigación y emprendimiento
El 15 de septiembre de 2020, la escuela cofunda con el Instituto Politécnico de París el centro de investigación de inteligencia artificial Hi! PARIS.
La Escuela cuenta con otros tres centros de investigación: el Society & Organizations Institute, el Innovation & Entrepreneurship Institute y el GREGHEC (Groupement de Recherche et d’Etudes en Gestion à HEC Paris).
La escuela ofrece desde hace más de 40 años una titulación en emprendimiento, con la creación en 1977 de HEC Entrepreneurs, que hoy se ha convertido en el MSc X-HEC Entrepreneurs, en colaboración con la École Polytechnique. Desde la creación de HEC Entrepreneurs, los antiguos alumnos de HEC han creado más de 600 empresas. Entre 2004 y 2013, el porcentaje de emprendedores por clase pasó del 10% al 25%. En 2007, HEC París creó Incubateur HEC Paris, su incubadora de startups dedicada a apoyar a las startups creadas por antiguos alumnos. Actualmente dirigida por Antoine Leprêtre, la incubadora forma parte del campus de Station F desde 2017. Desde 2017, la escuela también ofrece un máster en línea dedicado a este tema.

## Alumnos famosos

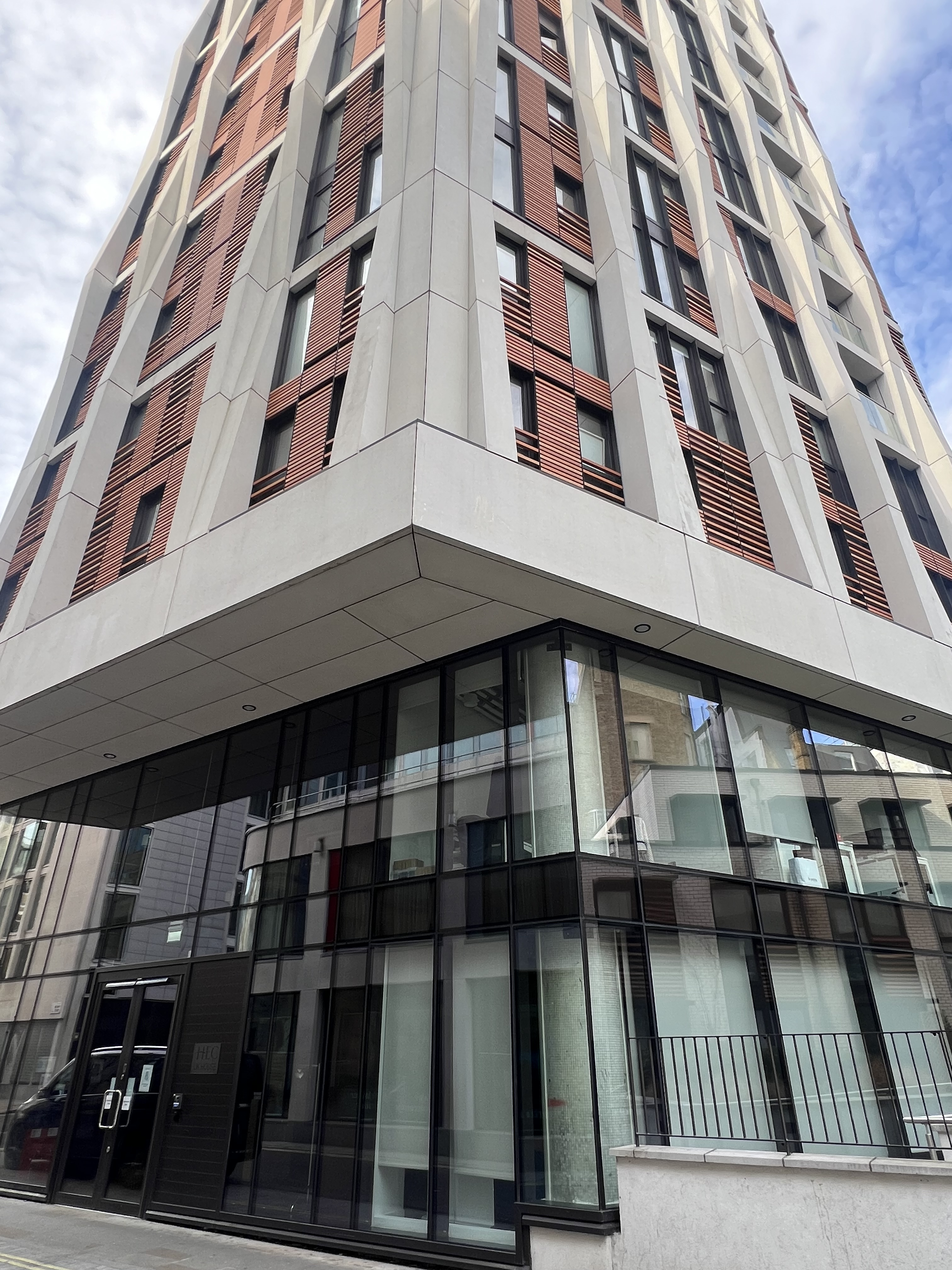
HEC UK House en Londres

- Jean-Paul Agon
- Claire Chazal
- François Hollande
- Swaady Martin
- Dominique Strauss-Kahn

## En la cultura popular
La institución aparece en numerosas obras. Association de malfaiteurs, una película de Claude Zidi de 1987, presenta a antiguos alumnos.